# Aegean Majesty
Die Aegean Majesty ist ein Kreuzfahrtschiff der griechischen Reederei Seajets. Es wurde bis 2020 als Veendam von der Holland-America Line betrieben.

## Geschichte

### Bau und Einsatz bei Holland-America Line
Die Veendam wurde von der italienischen Werft Fincantieri  in Marghera gebaut. Nach dem Stapellauf am 25. Mai 1995 wurde das Schiff am 23. April 1996 an Holland-America Line abgeliefert. Sie kam unter der Flagge der Bahamas mit Heimathafen Nassau in Fahrt. Die Veendam wurde von Debbie Reynolds getauft. Sie wurde am 25. Mai 1996 in Fort Lauderdale in Dienst gestellt. Das Schiff gehört zur aus vier Schiffen, auch als S-Klasse bezeichneten Statendam-Klasse, welche ursprünglich für die Holland-America Line gebaut wurde. Weitere Schiffe dieser Klasse sind die Celestyal Journey, die Renaissance (Schiff, 1993), sowie die Vasco da Gama. Die 1996 in Dienst gestellte Veendam war bereits das vierte Schiff der Holland-America Line, das diesen Namen trug.
Ab 2006 fuhr das Schiff unter der Flagge der Niederlande mit Heimathafen Rotterdam. Der letzte Umbau des Schiffes erfolgte 2016.

#### Rettung eines Piloten
Am 20. Januar 2015 begann die Veendam eine 18-tägige Kreuzfahrt auf den hawaiianischen Inseln. Fünf Tage später, am 25. Januar 2015 um 17:21 Uhr Hawaii-Aleutian-Zeit, wurde das Schiff von der Küstenwache der Vereinigten Staaten gerufen, um den Piloten Louis Morton zu retten, der sein Flugzeug verlassen hatte, nachdem es etwa 225 Seemeilen vor der Küste von Maui einen mechanischen Fehler erlitten hatte. In Abstimmung mit der US-Küstenwache startete die Veendam ein Rettungsboot zu einer erfolgreichen Rettungsaktion, sehr zur Freude und Unterhaltung ihrer Passagiere.

### Verkauf
Im Zuge der COVID-19-Pandemie verkaufte HAL die Veendam, wie auch ihr Schwesterschiff Maasdam, im Juli 2020 an die griechische Seajets Group. Im August 2020 wurde das Schiff übergeben und in Aegean Majesty umbenannt. Sie fährt seitdem unter der Flagge Bermudas.
Am 6. November 2020 lief die Aegean Majesty vor Korinth auf Grund.

## Programm „Signature of Excellence“
Im April 2009 wurde die Veendam in Freeport generalüberholt. Während des umfangreichen Umbaus wurden zwei Decks mit Balkonkabinen am Heck des Schiffes hinzugefügt und der hintere Poolbereich wurde mit vier Whirlpools auf einer erhöhten Plattform neu gestaltet. Aufgrund der Gewichtsveränderung wurde ein neues Ducktail am Schiff angebracht, um die Stabilität zu gewährleisten. Der Umbau beinhaltete auch die Einführung einiger neuer Lanai-Kabinen auf dem Promenadendeck. Diese Kabinen haben verspiegelte Glastüren, die sich auf das Promenadendeck öffnen.

## Galerie

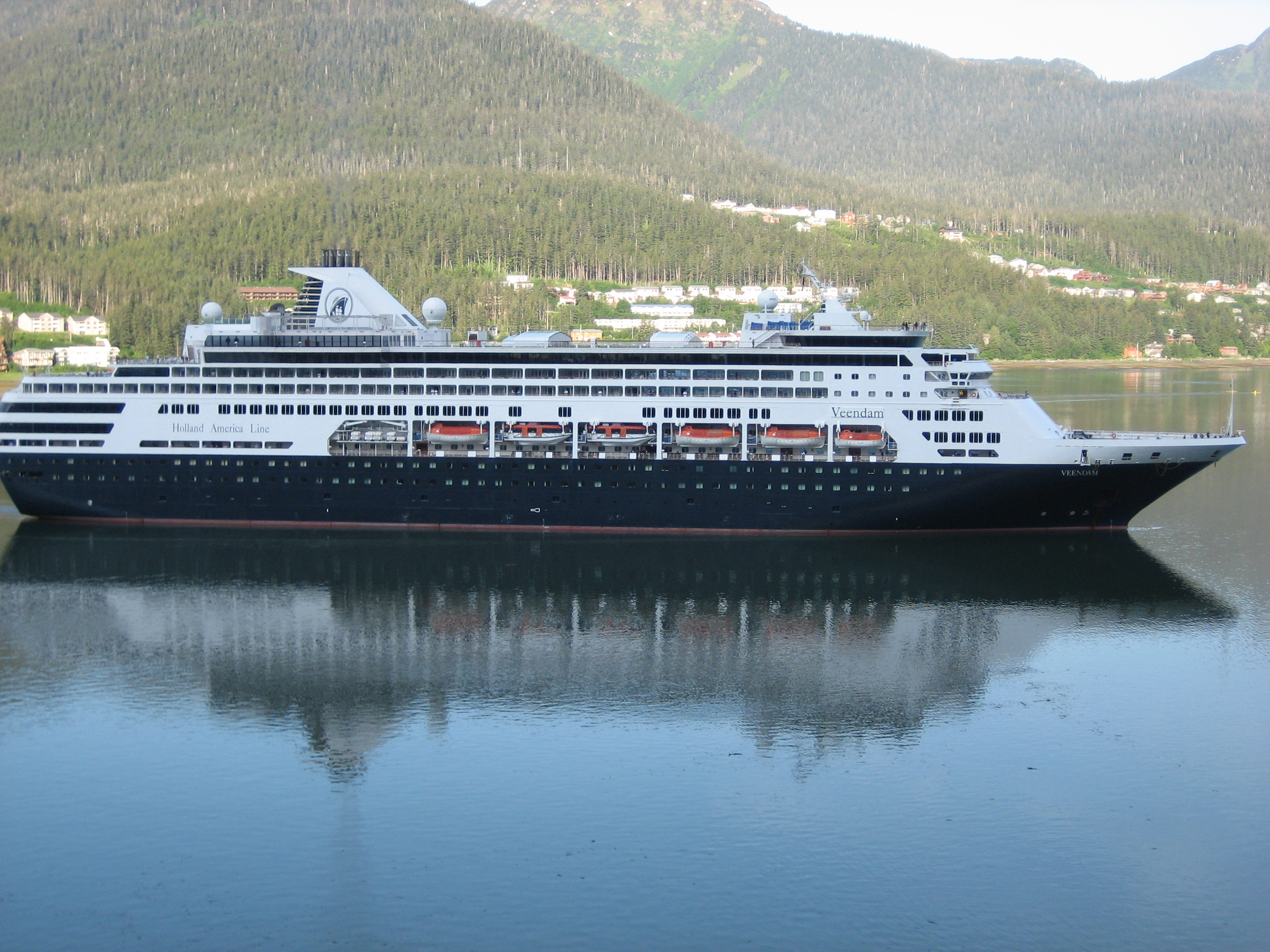
Das Schiff im Jahr 2006, noch vor dem Umbau
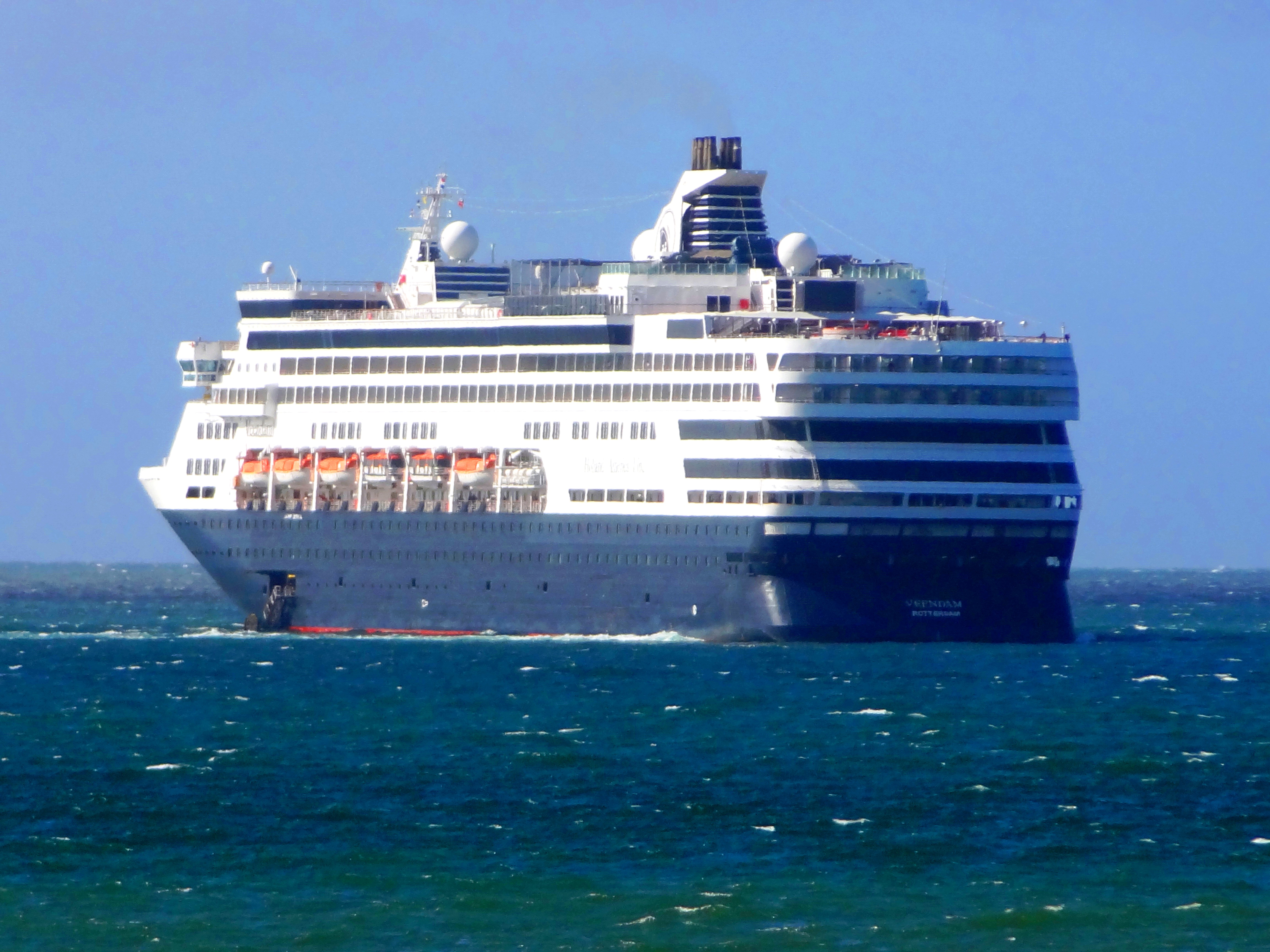
Das Heck des Schiffes nach dem Umbau
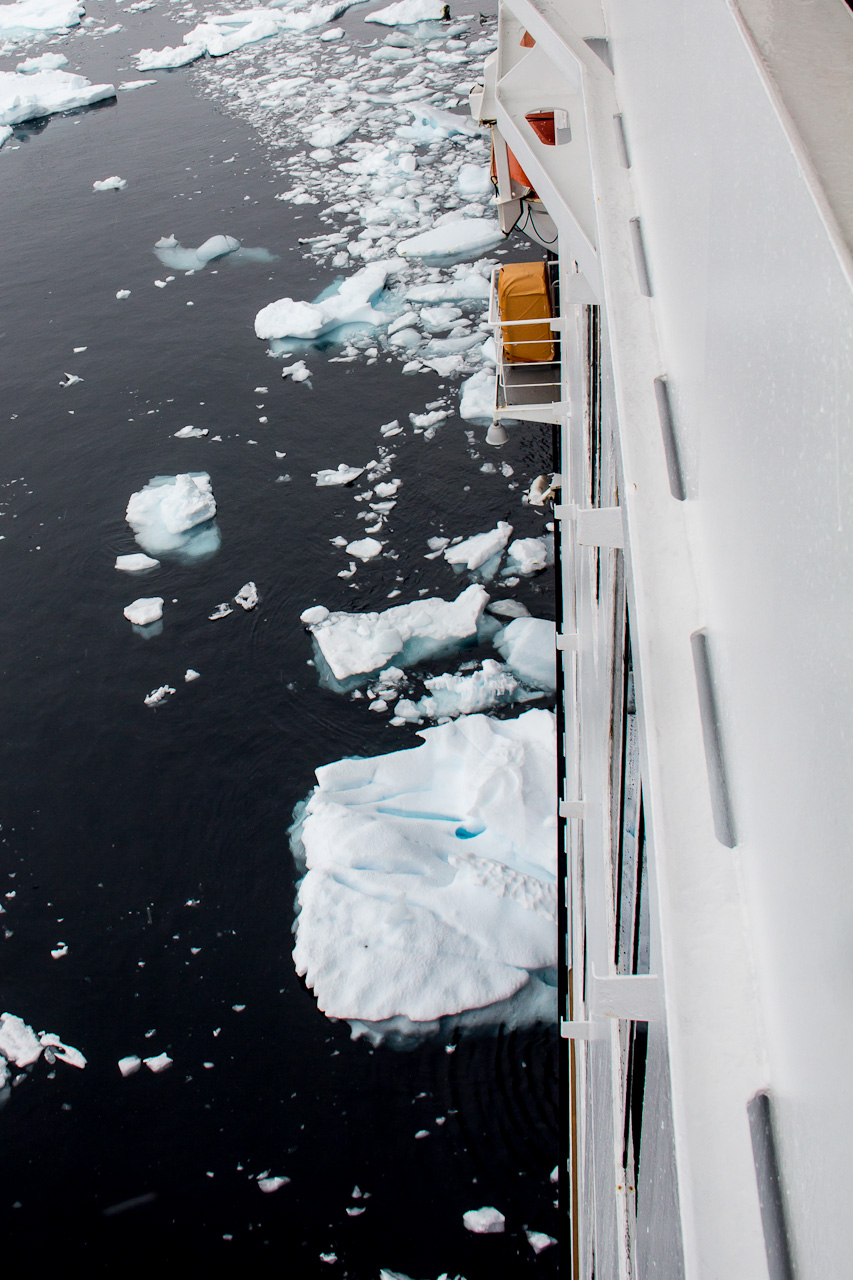
Die Veendam 2013 in der Antarktis